# Rozès
 Rozès (en occitano Rosers o Rosés) es una población y comuna francesa, ubicada en la región de Mediodía-Pirineos, departamento de Gers, en el distrito de Condom y cantón de Valence-sur-Baïse.

## Demografía
| 156 | 143 | 112 | 108 | 103 | 109 |
| Para los censos de 1962 a 1999 la población legal corresponde a la población sin duplicidades (Fuente: INSEE [Consultar]) |     |     |     |     |     |